# Max Ostermann (Mediziner)
Max Ostermann (* 1886 in Tauroggen; † 12. März 1967 in Basel) war ein österreichischer Mediziner und Chefredakteur.

## Leben
Ostermann promovierte zum Dr. med. 1912 übernahm er von Isaak Segel die Leitung der Fachzeitschrift Ars Medici in Wien. 1938 emigrierte Ostermann nach Basel und druckte seine Zeitschrift fortan in der „Druckerei Lüdin“ in Liestal. Er leitete die Zeitschrift bis zu seinem Tod 1967.
Seine bekannteste Schrift ist das mehrmals herausgegebene Diagnostisch-therapeutische Handbuch der Ars medici.